# Gimnasio Vertical de Bello Campo
El Gimnasio Vertical de Bello Campo o bien Gimnasio Vertical de Chacao, es el nombre que recibe una estructura deportiva multipropósito localizada en el sector La Cruz, Bello Campo en el Municipio Chacao en el este del Distrito Metropolitano de Caracas y en jurisdicción del Estado Miranda, al centro norte de Venezuela.
Las obras de la estructura comenzaron en un terreno de 2.435 metros cuadrados en 2001 y fue inaugurado por las autoridades municipales en el año 2004. Un grave incendio producido en sus instalaciones obligó a que fuese cerrado el 14 de julio de 2013. Para marzo de 2014 se iniciaron las reparaciones siendo reinaugurado en diciembre del mismo año.
Puede ser usado hasta por 15 mil personas al mes, para la práctica de fútbol sala, baloncesto, voleibol, kárate, aikido, kendo, y posee una sala de máquinas y una pista de trote de 83 m.